# Septaria (biología)
Septaria es un género de caracoles de agua dulce y salobre, moluscos gasterópodos de la familia Neritidae.
Estos caracoles son nativos de la región del Indo-Pacífico. La mayoría de las especies se encuentran en ríos y corrientes, aunque dos especies (S. livida y S. tesselata) viven en aguas costeras salobres.
Sus huevos se abdieren a superficies duras, como piedras. La longitud de la concha de estos caracoles es de hasta 3,3 cm, aunque hay algunas variaciones de medida según la especie.

## Especies
Este género contiene las siguientes especies:
- Septaria apiata (Le Guillou in Récluz, 1841)
- Septaria borbonica (Santo-Vincent, 1803) - especie de tipo[3][4]
- Septaria bougainvillei (Récluz, 1841)
- Septaria cumingiana (Récluz, 1842)
- Septaria janelli (Récluz, 1841)
- Septaria lineata (Lamarck, 1816)[5]
- Septaria livida (Reeve, 1856)
- Septaria luzonica (Souleyet in Récluz, 1842)
- Septaria macrocephala (Le Guillou in Récluz, 1841)
- Septaria porcellana (Linneo, 1758)
- Septaria sanguisuga (Reeve, 1856)
- Septaria suffreni (Récluz, 1841)
- Septaria taitana Mousson, 1869
- Septaria tessellata (Lamarck, 1816)

Varias especies adicionales han sido descritas, pero son ahora consideradas sinonmia. Por ejemplo:
- Septaria suborbicularis (G. B. Sowerby I, 1825): sinonimia de Septaria porcellana (Linneo, 1758)

## Imágenes

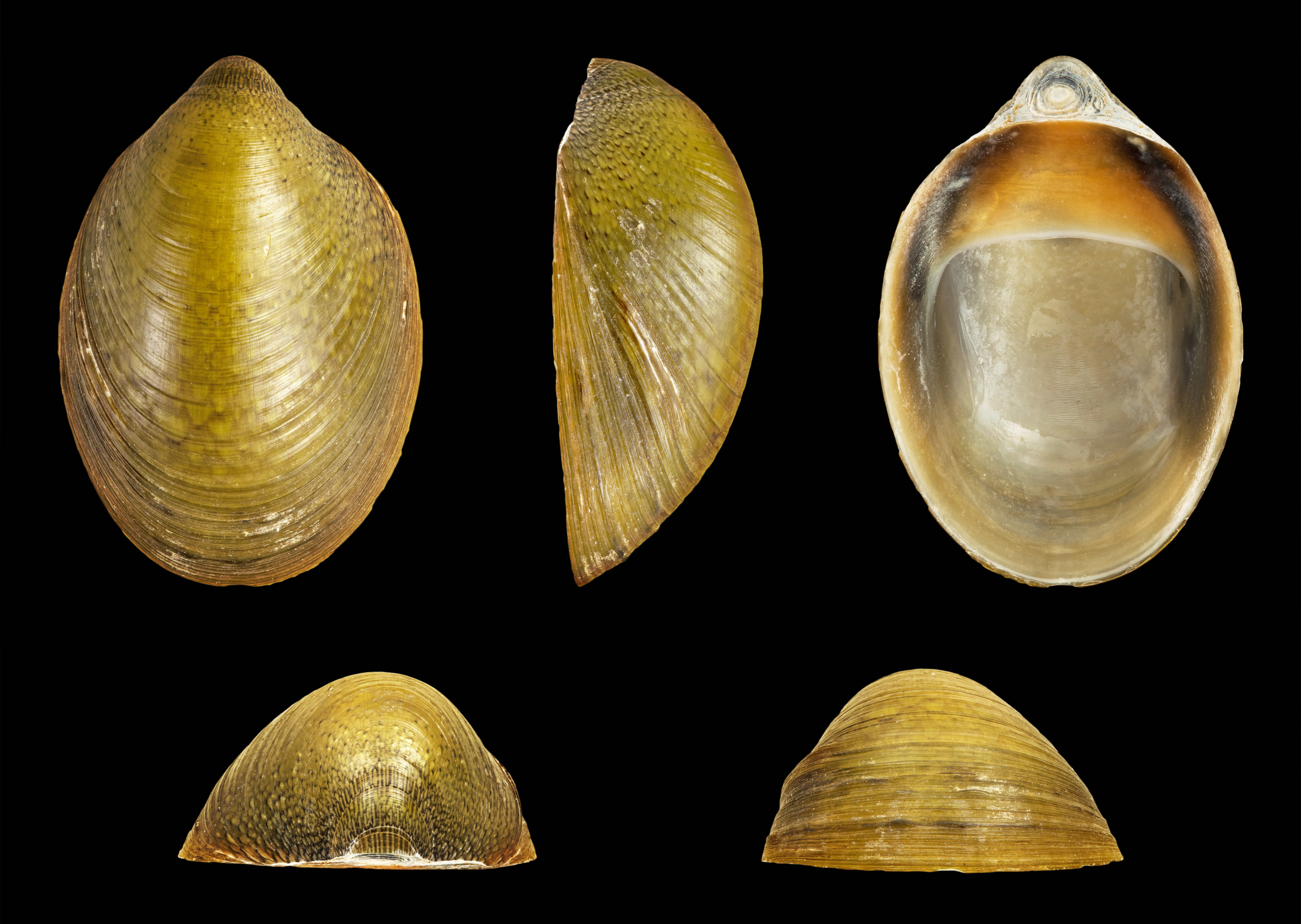
Septaria luzonica
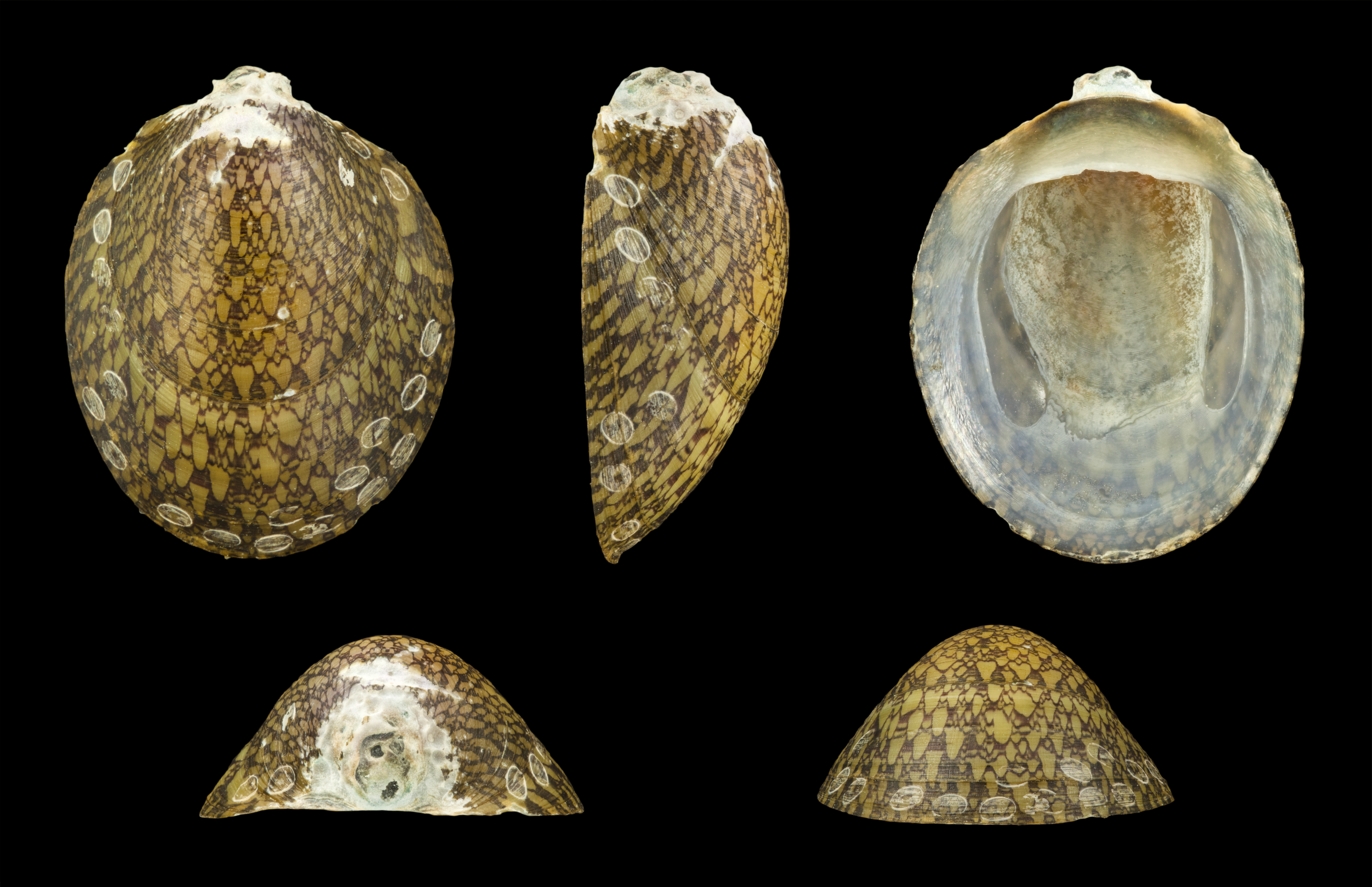
Septaria porcellana
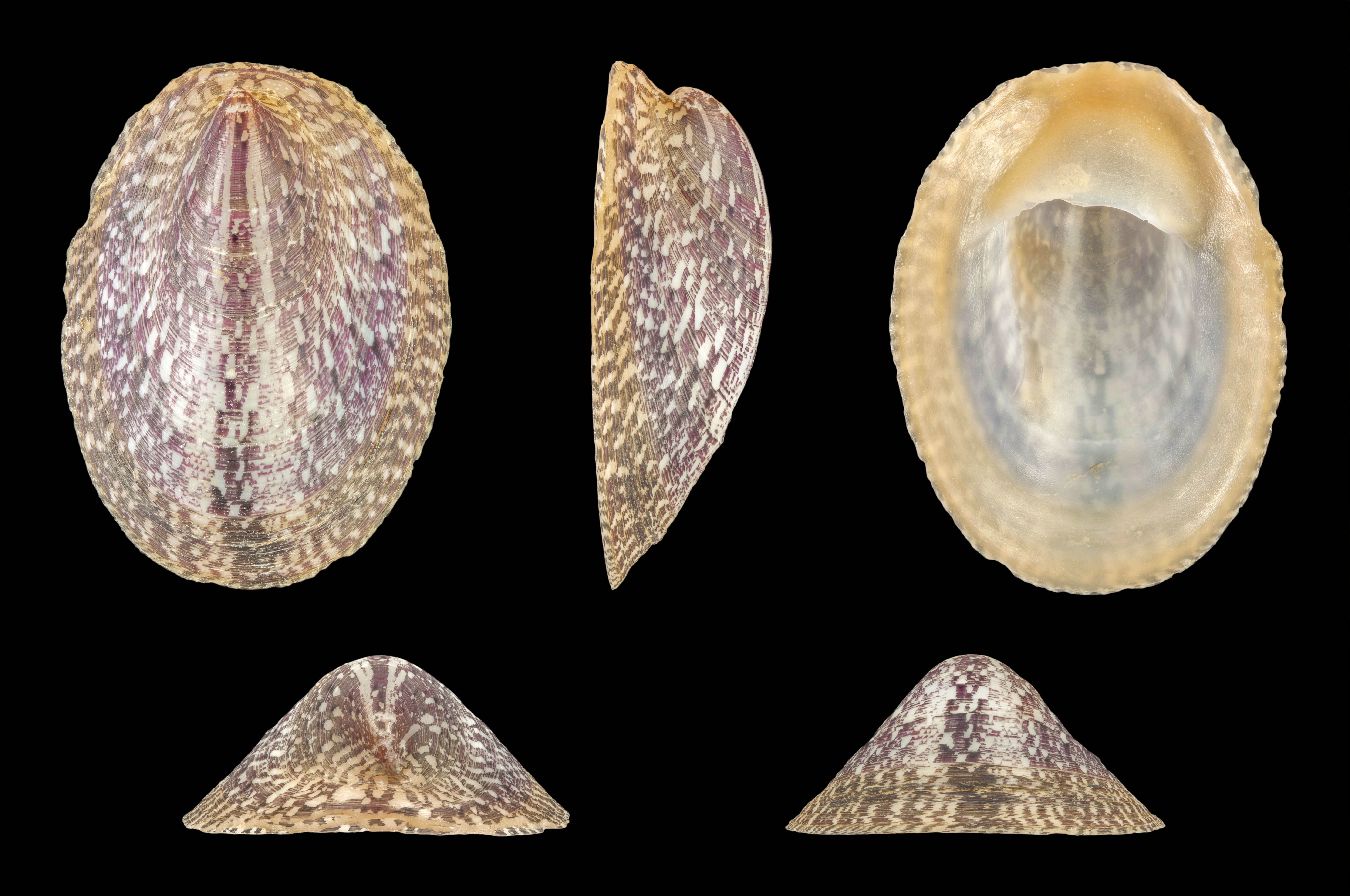
Septaria tesselata